# Galway
Galway [ˈgɔlweɪ] (irisch Gaillimh [ˈɡalʲɪvʲ]) ist die Hauptstadt der Grafschaft Galway in der Provinz Connacht der Republik Irland. Sie war 2020 eine der Kulturhauptstädte Europas.

## Geographie

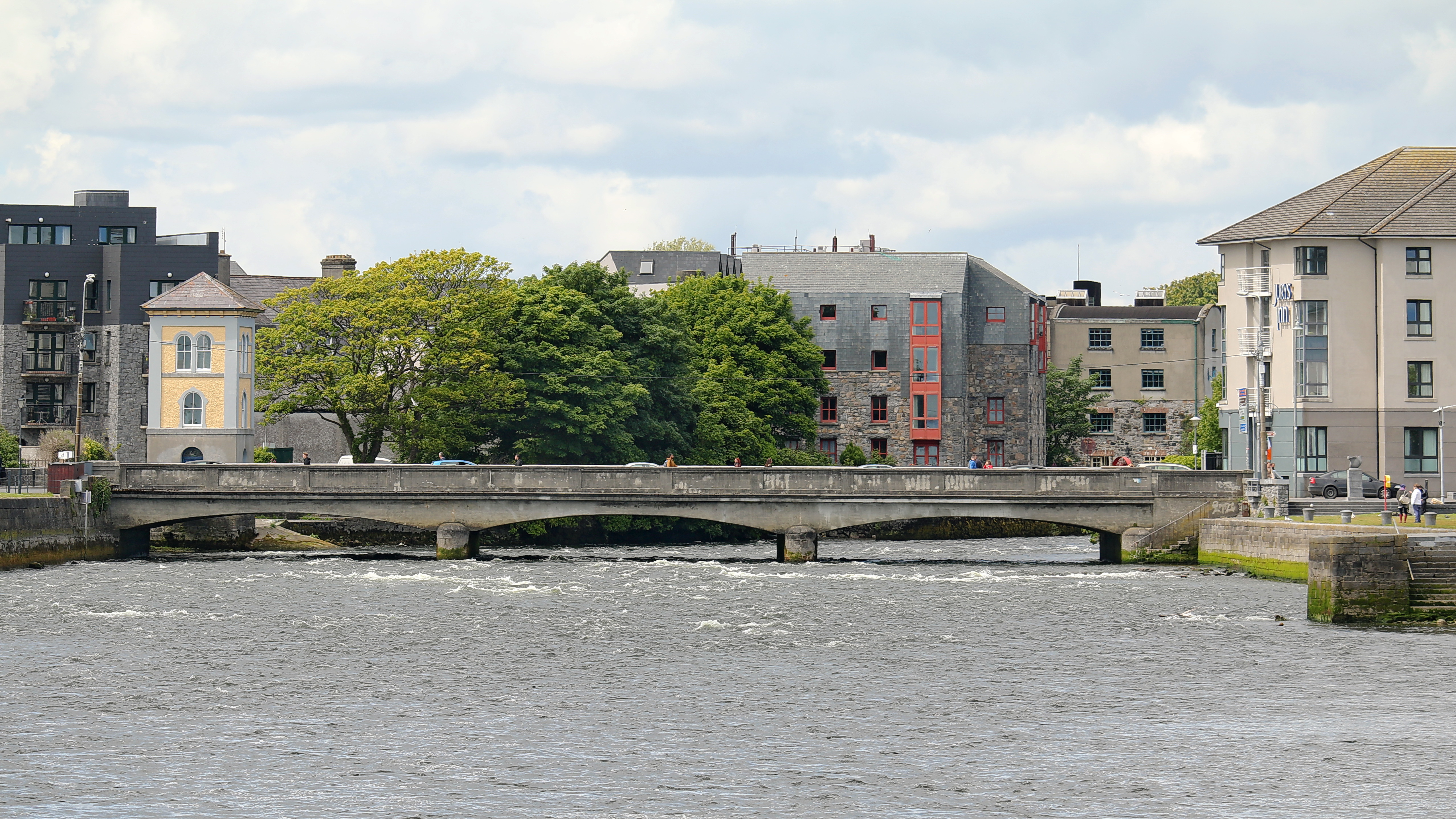
Die Wolfe Tone Bridge über den Corrib

Die Stadt liegt an der Westküste Irlands am nordöstlichen Ufer der Galway Bay. Der stark dem Tidenhub ausgesetzte Fluss Corrib durchfließt die Stadt und mündet in die Bucht.

## Ortsname
Der Name des Ortes leitet sich vom irischen Namen des 15 Kilometer langen Flusses her, der den Lough Corrib mit der Galway-Bucht (Cuan na Gaillimhe) verbindet. Im Englischen wird der Fluss nach dem See mit dem Namen River Corrib bezeichnet, auf Irisch heißt der Fluss dagegen Abhainn na Gaillimhe oder An Ghaillimh was wörtlich „steiniger Fluss“ bzw. „die Steinige“ bedeutet. Der ursprüngliche Siedlungsort im heutigen Stadtteil Claddagh hieß Dún Bhun na Gaillimhe („Festung an der Mündung des Steinigen Flusses“), später erweiterte sich dies zur Cathair na Gaillimhe („die Stadt am Gaillimh“), oder kurz Gaillimh.
In der ersten Hälfte des 20. Jahrhunderts war das Irische noch die Hauptumgangssprache in Galway. Dies hat sich dann in der zweiten Hälfte des Jahrhunderts, auch aufgrund des Hochschulbaus, massiv zugunsten des Englischen verschoben, so dass die Stadt heute weitgehend englischsprachig ist. Der englische Name wurde früher Gallive geschrieben, was die lautsprachliche Wiedergabe des irischen Namens ist. Später setzte sich die heutige Schreibung Galway durch. Die Einwohner des Ortes bezeichnet man (in Analogie zu Norway/Norwegians) auf Englisch als Galwegians.

## Geschichte

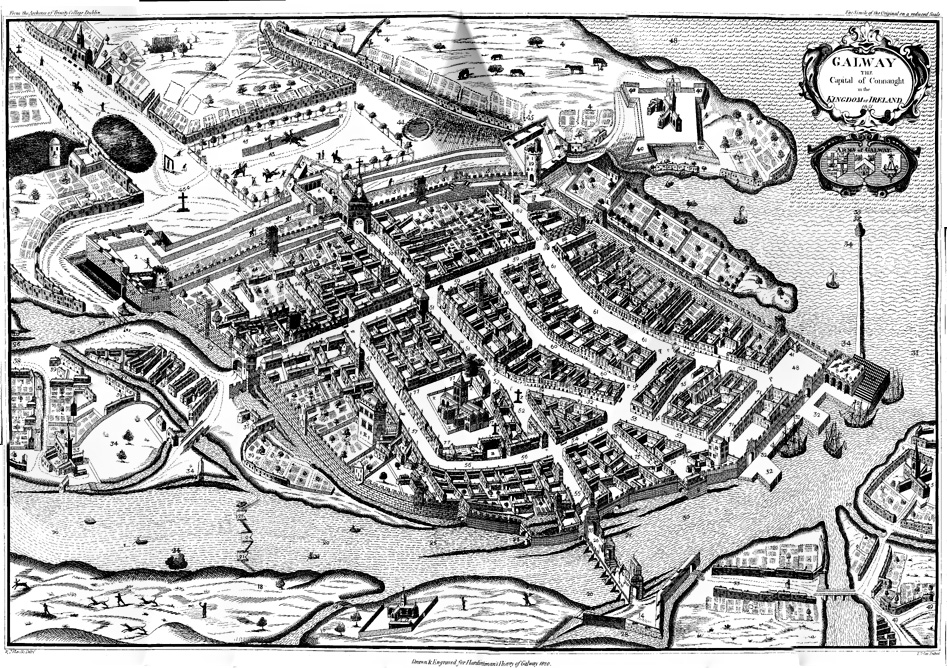
Karte von Galway aus dem Jahr 1651

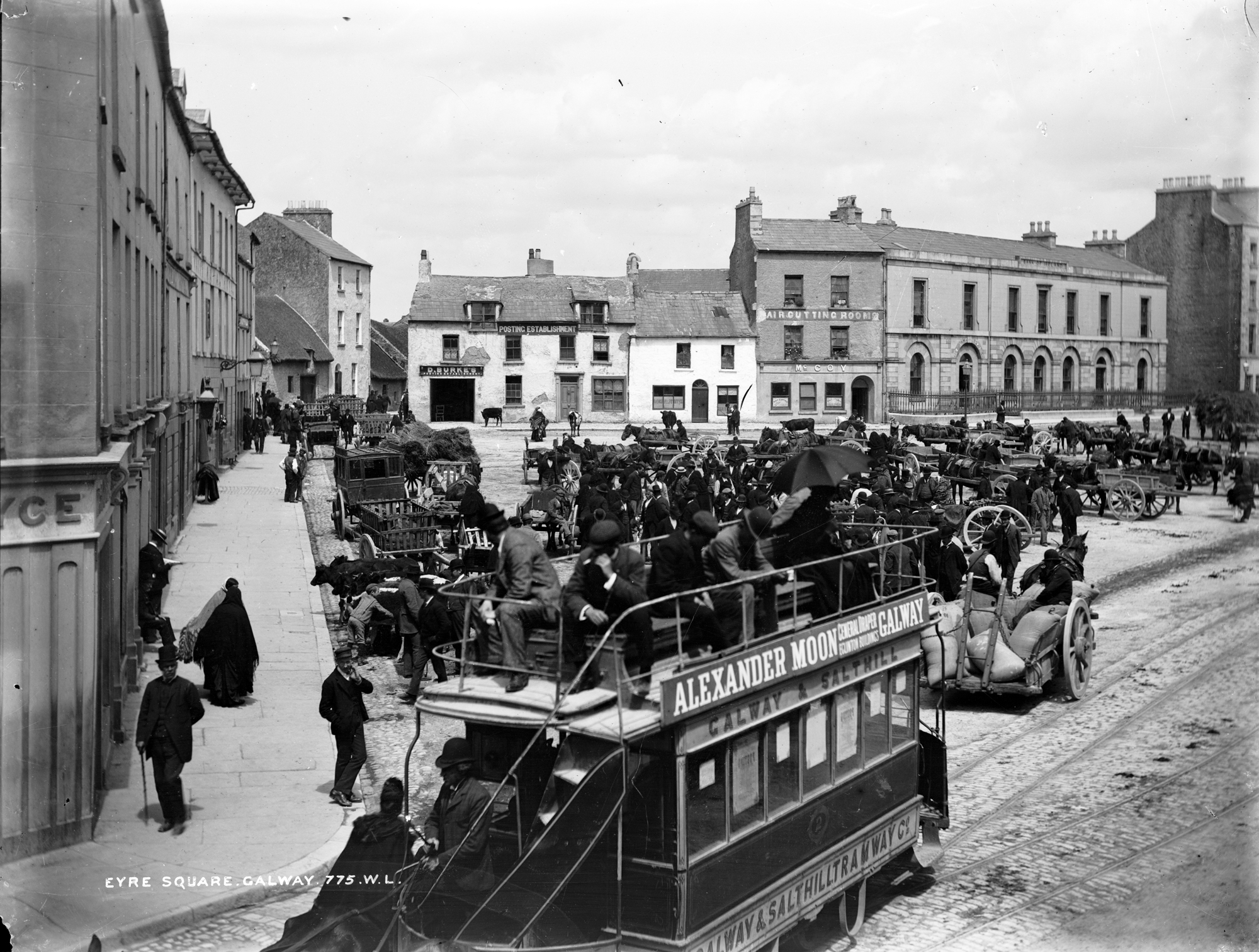
Pferdestraßenbahn am Eyre Square, ca. 1880er Jahre

Die erste feststellbare Besiedlung der Gegend erfolgte, als in Roscam, das am Rande der Stadt liegt, ein Kloster entstand, von dem noch der 10 Meter hohe Stumpf eines Rundturms, einige Grabsteine und zwei Bullaunsteine erhalten sind. Die Stelle wurde 807 von Wikingern geplündert. Von ihrer weiteren Geschichte ist nichts bekannt.
1124 wurde nahe dem kleinen Fischerdorf eine Befestigung errichtet. 1232 besetzte Richard de Burgh das Dorf und baute es neben Athenry zum normannischen Vorposten im Westen Irlands aus. Das Stadtrecht wurde 1396 durch Richard II. gewährt, und vierzehn anglonormannische Adelsfamilien, die Stämme von Galway (Tribes), lenkten den Handel und die Geschicke der Stadt. Die Namen der Familien waren Athy, Blake, Bodkin, Browne, D’Arcy, Deane, Ffont, Ffrench, Joyce, Kirwan, Lynch, Martin, Morris und Skeritt. Die Stadt war dann ständigen Attacken von dem im Umland lebenden irischen Clan der O’Flahertys ausgesetzt, wobei es allen Einheimischen zeitweilig verwehrt war, die Stadt zu betreten.
Im 15. Jahrhundert ging der englische Einfluss zurück, während sich die Handelsbeziehungen mit Spanien und Portugal verstärkten und den Reichtum der Stadt mehrten. 1473 wurde Galway durch einen Großbrand zerstört, jedoch wieder aufgebaut. Cromwells Truppen eroberten die Stadt 1652, und Wilhelm von Oranien verschonte sie im Jahre 1691 nach seinem Sieg gegen Jakob II. im „Krieg der zwei Könige“ nicht.

## Bevölkerung
Mit 83.456 Einwohnern (Stand 2022) ist Galway die bevölkerungsreichste Stadt in der gleichnamigen Grafschaft (County Galway) und im gesamten Westen Irlands. Die Stadt erlebt seit etwa 1990 ein starkes Bevölkerungswachstum und ist Sitz zweier Universitäten, so dass das Durchschnittsalter relativ niedrig ist. Im selben Zeitraum gewann sie auch stark an wirtschaftlicher und kultureller Bedeutung.

## City Council
Galway City wird nicht vom County Council des zugehörigen Countys verwaltet, sondern hat einen eigenen City Council. Die letzte Wahl fand im Juni 2024 statt. Die Sitzverteilung ist seither:
| Partei           | Sitze |
| ---------------- | ----- |
| Fine Gael        | 4     |
| Fianna Fáil      | 4     |
| Labour Party     | 3     |
| Social Democrats | 2     |
| Sinn Féin        | 1     |
| Unabhängige      | 4     |

- SF: 1
- SD: 2
- LAB: 3
- FG: 4
- Unabh. u. Sonstige: 4
- FF: 4

- SF: 5
- GP: 3
- SD: 3
- LAB: 15
- PD: 3
- FG: 17
- Unabh.: 21
- FF: 17

## Klima
|                       | Jan | Feb | Mär | Apr  | Mai  | Jun  | Jul  | Aug  | Sep  | Okt  | Nov  | Dez |   |      |
| Mittl. Tagesmax. (°C) | 7,3 | 7,8 | 9,5 | 12,4 | 14,2 | 16,9 | 18,8 | 18,6 | 16,8 | 13,2 | 10,2 | 8,9 | ⌀ | 12,9 |
| Mittl. Tagesmin. (°C) | 1,8 | 2,0 | 3,2 | 4,7  | 6,6  | 9,9  | 11,9 | 11,6 | 10,1 | 7,0  | 4,4  | 3,0 | ⌀ | 6,4  |
|                       |     |     |     |      |      |      |      |      |      |      |      |     |   |      |
| Niederschlag (mm)     | 108 | 65  | 104 | 52   | 91   | 76   | 58   | 115  | 114  | 132  | 107  | 124 | Σ | 1146 |
|                       |     |     |     |      |      |      |      |      |      |      |      |     |   |      |
| Regentage (d)         | 19  | 13  | 23  | 12   | 19   | 17   | 16   | 19   | 20   | 22   | 19   | 23  | Σ | 222  |

| 1,8 |

| 2,0 |

| 3,2 |

| 4,7 |

| 6,6 |

| 9,9 |

| 11,9 |

| 11,6 |

| 10,1 |

| 7,0 |

| 4,4 |

| 3,0 |

| 1,8 |

| 2,0 |

| 3,2 |

| 4,7 |

| 6,6 |

| 9,9 |

| 11,9 |

| 11,6 |

| 10,1 |

| 7,0 |

| 4,4 |

| 3,0 |

## Wirtschaft und Infrastruktur

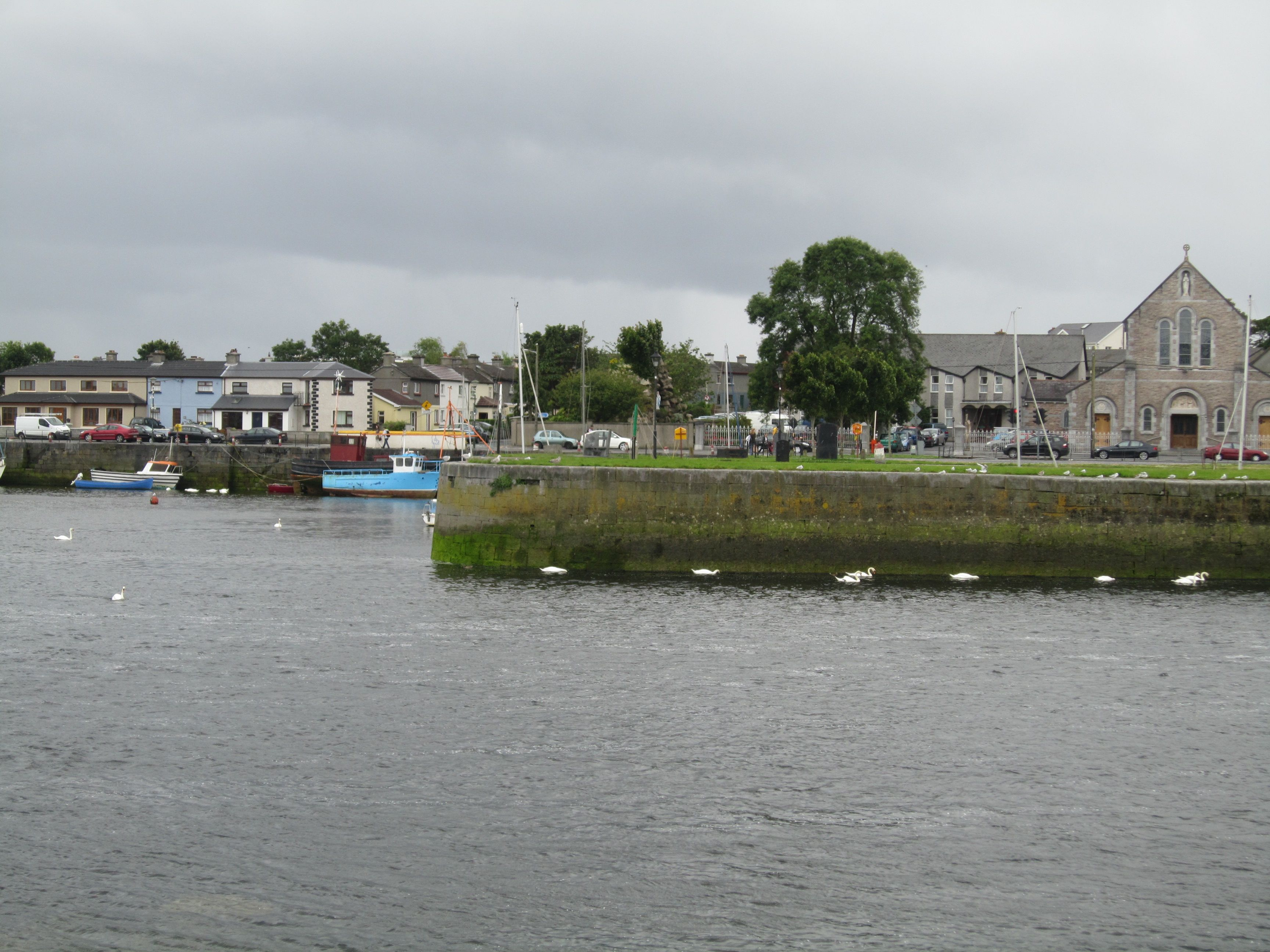
Hafen und Claddagh Church

### Straßenverkehr
Fünf National Routes führen nach Galway: die N17 von Norden her (Tuam, Sligo, Donegal), die N6 aus dem Osten (Athlone, Dublin) und die N18 aus dem Süden (Shannon, Limerick und Cork). Die Planungen sehen einen Ausbau der Straßen zu Motorways zwischen 2010 und 2020 vor. Der M6 motorway (Irland) wurde im November 2009 fertiggestellt und verkürzt die Fahrzeit nach Dublin von ungefähr drei auf zwei Stunden. Unterwegs befinden sich zwei Mautstellen. Die M17 motorway (Irland)  in Richtung Sligo und die M18 motorway (Irland) Richtung Limerick sind seit 2017 auf Teilstrecken in Betrieb.
Die Fahrzeit zum Flughafen Shannon beträgt nach Fertigstellung der Gort- und Ennis-Umgehungsstraßen (künftig M18) rund 45 Minuten. Um nach Limerick zu gelangen, benötigt man etwas mehr als eine Stunde. Der 2013 stillgelegte ehemals internationale Flughafen Galway befindet sich ca. 6,5 km nordöstlich der Stadt.
Verschiedene Busunternehmen wie Bus Éireann, GoBus oder Citylink stellen den Linienverkehr mit größeren Städten und Flughäfen sicher.

### Schienenverkehr

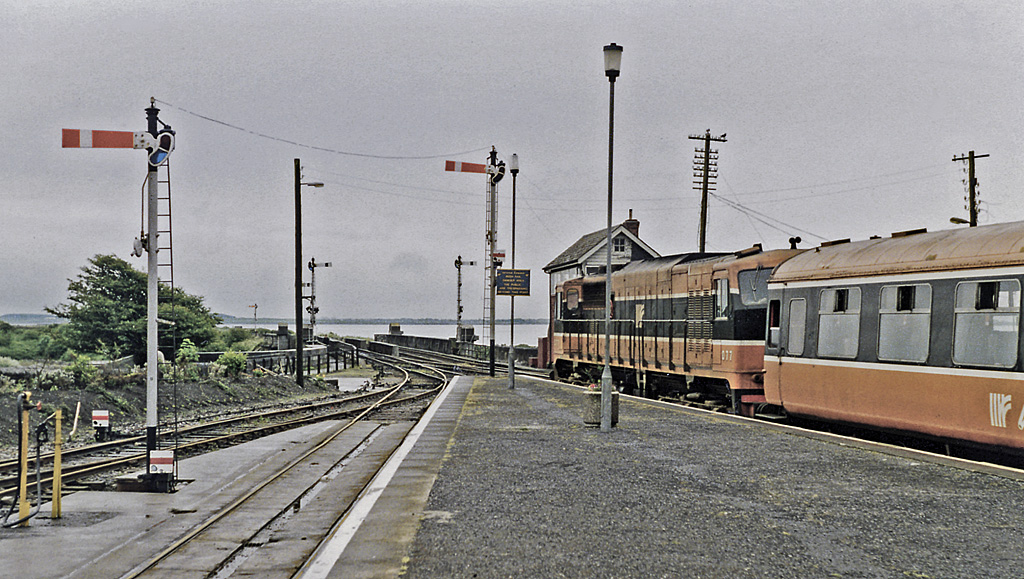
Zug nach Dublin bei der Ausfahrt aus dem Bahnhof Galway (1993)

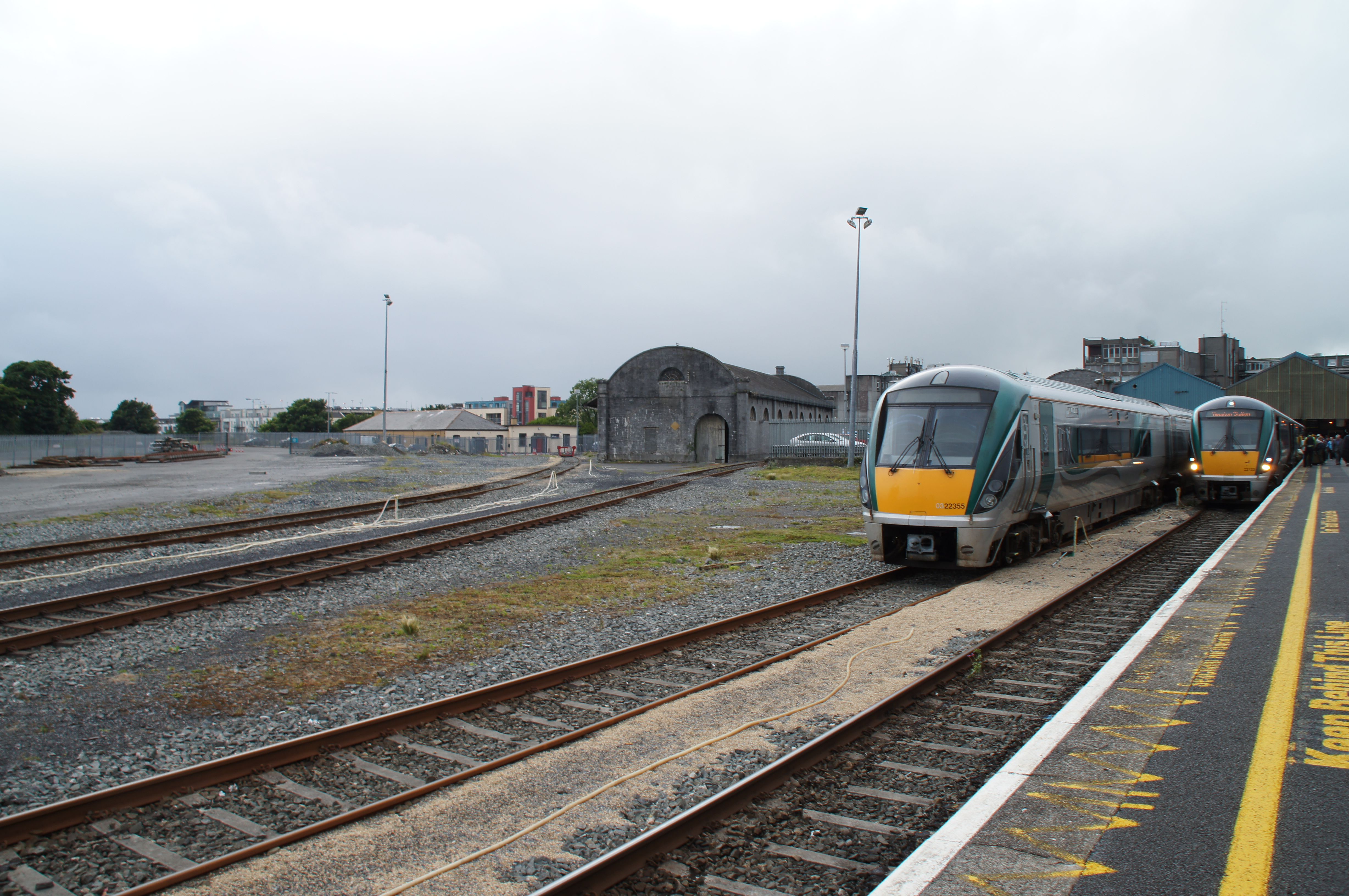
Moderne Dieseltriebzüge im Bahnhof Galway (2016)

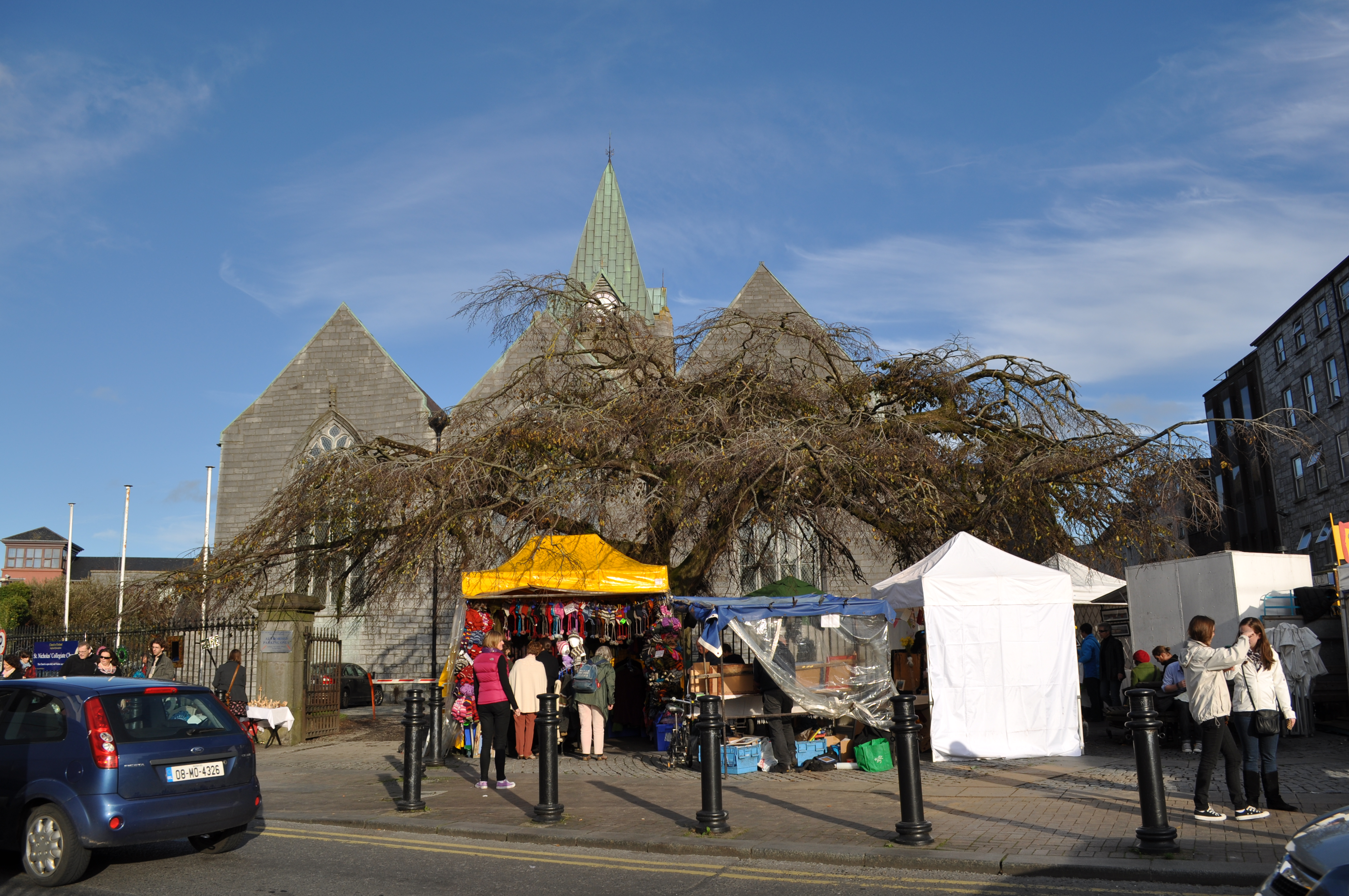
Marktstände an der Lombard Street, im Hintergrund die Sankt-Nicholas-Kirche

Galway hat einen Bahnhof (Ceannt Station / Stáisiún Cheannt), den die Midland Great Western Railway am 1. August 1851 eröffnete. Er verband die Stadt über Athenry, Athlone und Mullingar mit dem Dubliner Bahnhof Broadstone Station. Heute verkehren die Züge ab Athlone über Portarlington zum Dubliner Kopfbahnhof Heuston. Ab 1869 konnten vom Eisenbahnknoten Athenry in Richtung Süden auch Ennis und Limerick erreicht werden, nach Norden hin ab 1894 Sligo. 1895 ging mit der Connemara Railway eine Bahnstrecke von Galway nach Clifden in Betrieb, die 1935 als eine der ersten Bahnstrecken Irlands stillgelegt wurde. In den 1970er Jahren wurde der Personenverkehr der Relation Sligo–Athenry–Ennis des Western Railway Corridor eingestellt. Im Jahr 2010 wurde der Abschnitt zwischen Athenry und Ennis reaktiviert; nachdem 34 Jahre lang dort kein Personenzug mehr fuhr, verkehren neben jenen nach Dublin nun auch wieder direkte Züge zwischen Galway und Limerick.
Der Bahnhof befindet sich nahe dem Zentrum am Eyre Square, die Bahnverbindungen werden von Iarnród Éireann (Irish Rail) unterhalten. Das Angebot umfasst zwischen Dublin und Galway an Werktagen 9 und an Sonn- und Feiertagen 6 Zugpaare, zwischen Limerick und Galway an Werktagen 5 und an Sonn- und Feiertagen 4 Zugpaare. Zusätzlich gibt es werktags 2 Zugpaare zwischen Athernry und Galway (Stand 2018).

### Luftverkehr
Nachdem die letzte verbliebene Fluggesellschaft, Aer Arann Ende Oktober 2011 den Verkehr zum Galway Airport eingestellt hat, wurde dieser nicht mehr von Linienflügen bedient. Im November 2013 lief die Lizenz für den Flugbetrieb aus und der Galwayer Stadtrat beschloss, das Flughafengelände aufzukaufen und einer anderen Verwendung zuzuführen. Der Flugplatz Connemara mit Flugverbindungen auf die Aran-Inseln liegt 28 Kilometer westlich der Stadt.
Alternative Flughäfen in der Nähe sind der Shannon International Airport und der Knock Airport.

## Kultur

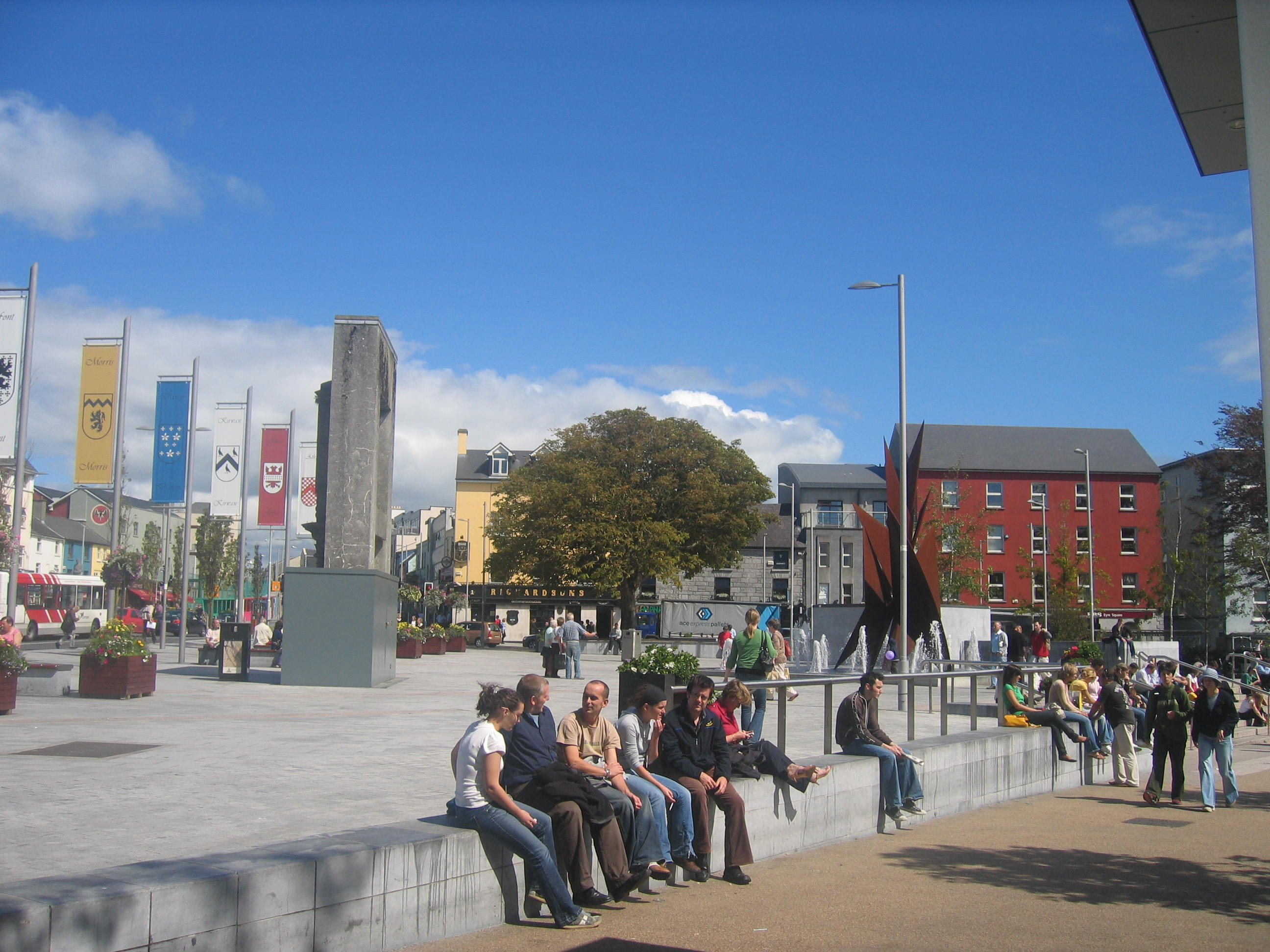
Eyre Square

Galway war im Jahr 2020 zusammen mit Rijeka (Kroatien) Europäische Kulturhauptstadt.

### Bildung und Forschung
In Galway gibt es das Galway-Mayo Institute of Technology (GMIT) und die University of Galway. Öffentliche Bibliotheken stehen der Bevölkerung zur Verfügung. Galway verfügt zudem über mehrere Sprachschulen.

### Regelmäßige Veranstaltungen
Jährliche kulturelle Ereignisse stellen das Galway Early Music Festival (Mai), das Galway Film Fleadh (Juli), das Galway Arts Festival (Juli), die Galway Races (August), das Galway International Oyster Festival (September) und das Baboró Galway International Arts Festival for Children (Oktober) dar.
Jeden 3. September findet das Musikfestival Cuarth Millennium statt.

### Musik
Mehrere Werke mit dem Titel Galway Girl beziehen sich auf den Ort Galway. Steve Earle veröffentlichte im Jahr 2000 den Song The Galway Girl, zu dem er während eines Aufenthalts in Galway inspiriert wurde. 2008 wurde dieses Stück in einer Coverversion von Sharon Shannon und Mundy ein Nummer-eins-Hit und die meistverkaufte Single des Jahres in Irland. Ed Sheeran veröffentlichte 2017 einen eigenen Song Galway Girl, der ein internationaler Hit wurde. Galway verfügt außerdem über eine große Straßenmusiker-Szene.

### Theater und Museen
- Das Theater Taibhdhearc na Gaillimhe pflegt die irische Kultur und Sprache.
- Das Town Hall Theatre bietet ein abwechslungsreiches Programm. Im kleineren Town Hall Studio treten kleine Ensembles und Solokünstler auf.
- Das Galway City Museum liegt am Spanish Arch. Es präsentiert die reiche Archäologie, die Denkmale und die Geschichte der Stadt in mehreren Ausstellungen.[6]
- Direkt am Fluss Corrib steht das Fishery Watchtower Museum, ein Gebäude aus der Mitte des 19. Jahrhunderts. Im Jahr 1999 wurde es offiziell als Museum eröffnet.[7]

### Bauwerke und Weiteres
Eyre Square (An Fhaiche Mhór)

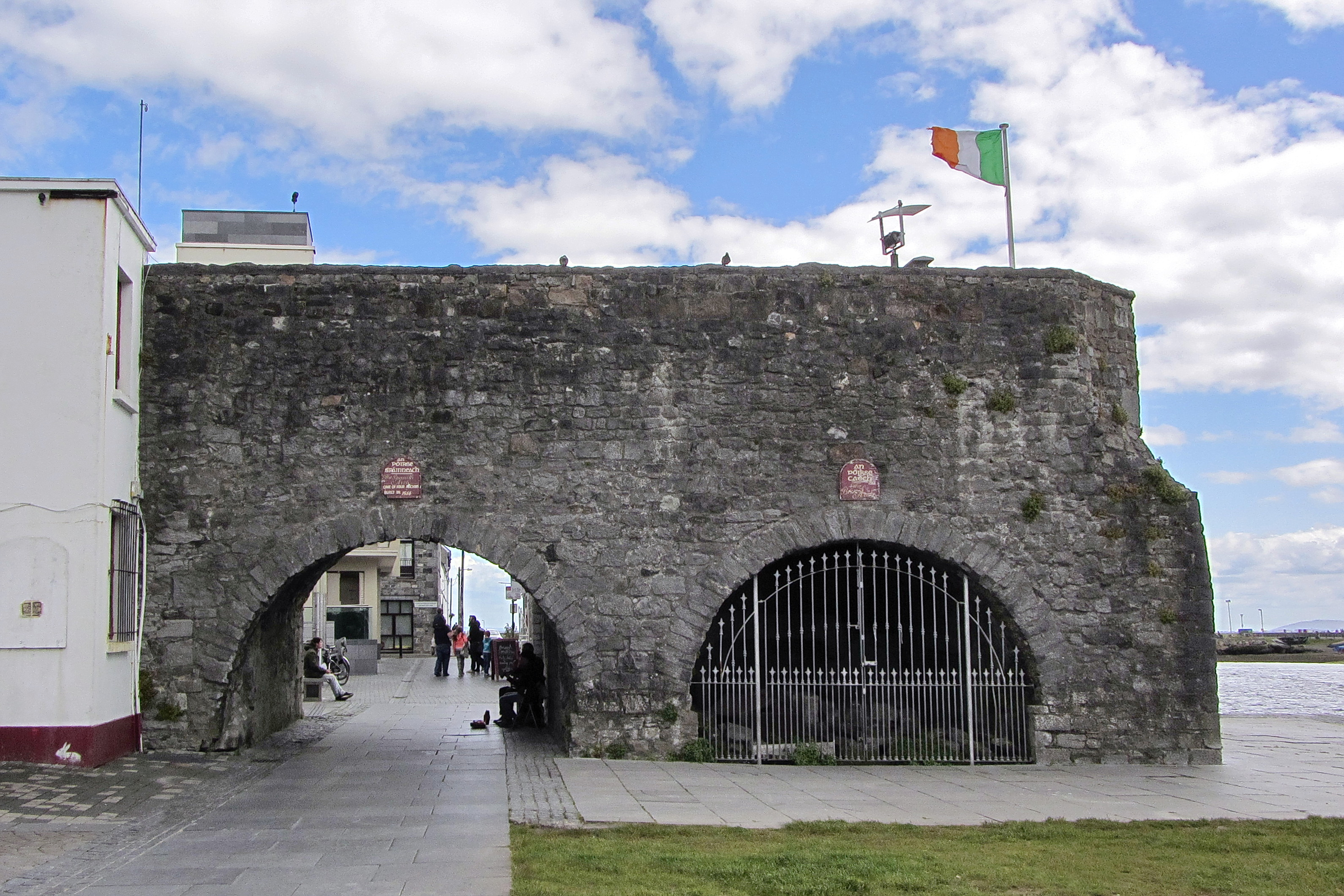
Spanish Arch

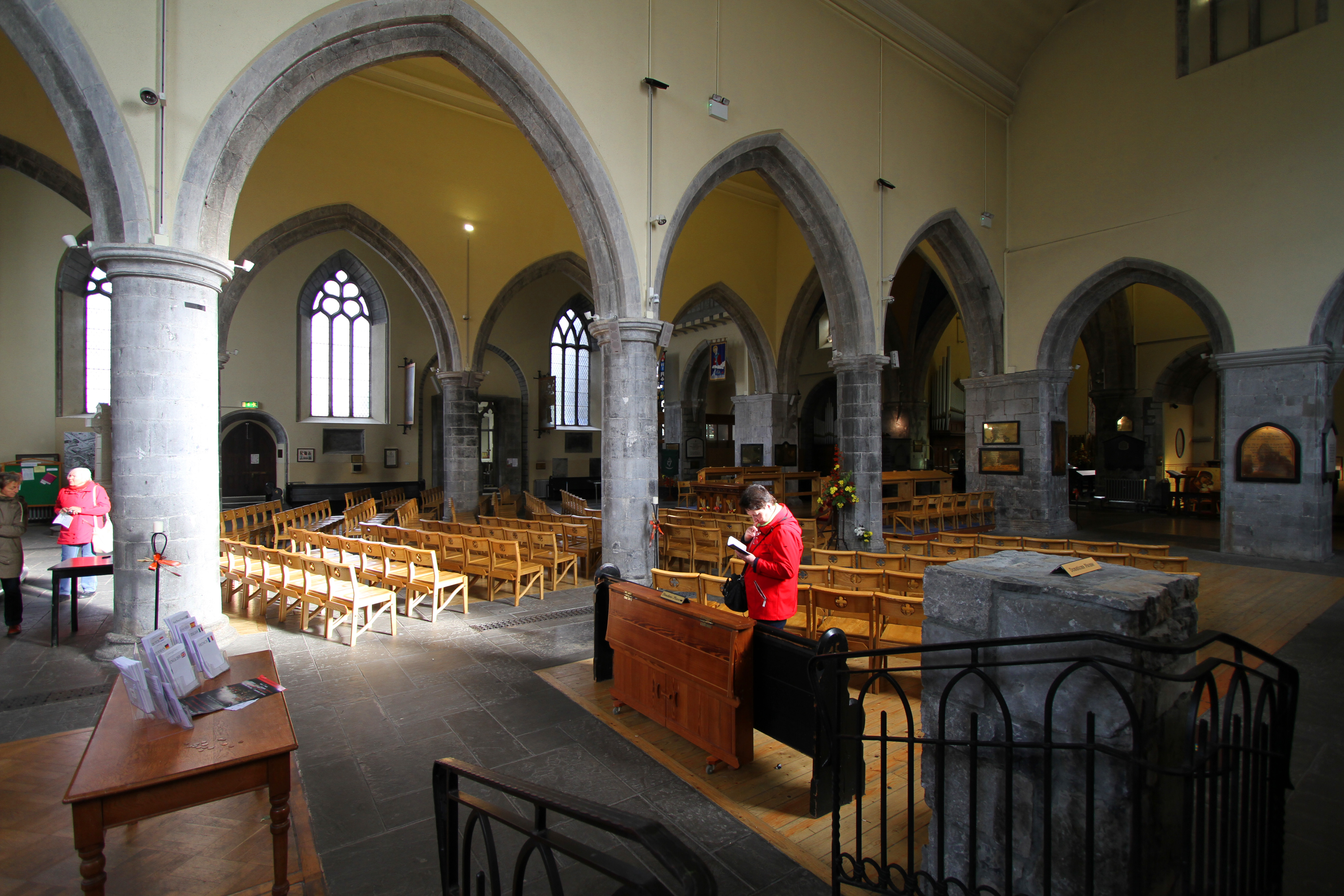
Sankt-Nicholas-Kirche innen, dreischiffige Halle mit Holzdecken

Der Stadtplatz befindet sich in der Nähe des Bahnhofs und wurde in den letzten Jahren baulich umgestaltet und Anfang 2006 fertiggestellt. Er bietet jetzt neben dem großen Denkmal für den Galway Hooker viele kleinere Rasenflächen und Bänke, die von vielen Menschen zum Sitzen, Spielen, Jonglieren, Skateboardfahren etc. genutzt werden. Die vielen Bäume spenden angenehmen Schatten. Die Straßen um den Square sind nur noch an zwei Längsseiten befahrbar, bieten aber gute Anbindungen an das Busnetz und den nahen Bahnhof.
Spanish Arch (An Póirse Caoch)
Torbogen, Blake’s Castle
Im Hafen, nahe der Innenstadt, findet der Besucher einen Gedenkstein, auf dem behauptet wird, dass Christoph Columbus, Genueser Seemann, hier den Tipp bekam, mal nach Westen zu segeln.
Stiftskirche St. Nikolaus (Eaglais Choláisteach San Nioclás)
Die heute anglikanische Kirche ist die größte kontinuierlich genutzte mittelalterliche Pfarrkirche Irlands und wurde 1320 zu Ehren des Schutzheiligen der Seefahrer und Kaufleute, des hl. Nikolaus, geweiht.

Kathedrale von Galway, 1958–1965, sehr späte Neoromanik

Kathedrale Mariä Himmelfahrt und St. Nikolaus (Ard-Eaglais Mhaighdean na Deastógála agus San Nioclás)
Die 1965 vollendete katholische Bischofskirche mit markanter Kuppel machte die Stadt bei der Errichtung beinahe Bankrott. Die Architektur des Bauwerks ist umstritten, ebenso wie der ehemalige Bischof Eamon Casey.
Shop Street (Sráid na Siopaí)
Die Shop Street ist die Haupteinkaufsstraße von Galway. 1999 wurde sie neu gestaltet und zur Fußgängerzone umgewandelt.
Lynch’s Castle (Caisleán an Linsigh)
Die im 16. Jahrhundert erbaute Burg ist mit Wappenschildern verziert und seit einigen Jahren Sitz einer Bank. Die Burg war der damalige Wohnsitz der Familie Lynch, welche mehrheitlich die Bürgermeister zwischen 1480 und 1650 stellte. Das Stadtoberhaupt James Lynch zeichnete sich durch seinen besonderen Gerechtigkeitssinn aus. So verurteilte er der Überlieferung nach einst seinen eigenen Sohn wegen Mordes an einem jungen spanischen Edelmann, der als Gast in Galway weilte und zum Rivalen um die Gunst eines Mädchens geworden war. Da niemand in der Stadt das verhängte Todesurteil vollstrecken wollte, hängte er ihn persönlich und zog sich daraufhin in ein Kloster zurück. Irrtümlich wird mit diesem Ereignis oftmals der Begriff Lynchjustiz in Verbindung gebracht.
Salthill (Bóthar na Trá)

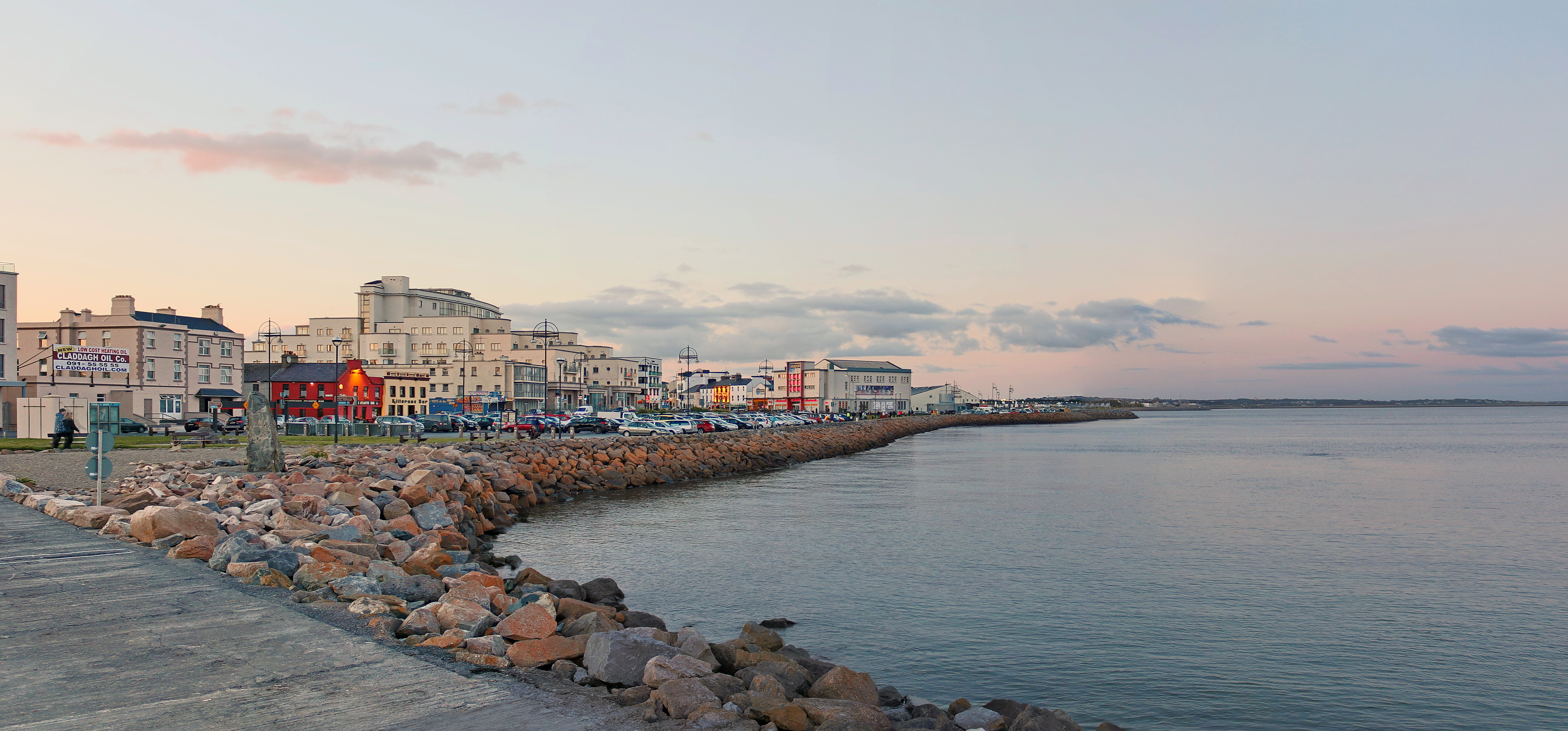
Salthill an der Galway Bay

Salthill ist das Vergnügungsviertel von Galway. Hier befinden sich entlang des Badestrands neben Hotels und Pubs insbesondere Spielhallen und Nachtclubs. Als Nachtclubs gelten in Irland Tanzlokale, deren Ausschanklizenz nicht mit der für Pubs üblichen Sperrstunde endet. Insbesondere ist Salthill auch kein Rotlichtbezirk, wie man sie in Deutschland findet, da solche nach irischem Recht verboten sind. In Salthill liegt außerdem der Sport- und Freizeitpark Leisure Land. Es gibt ein Meeresaquarium, in welchem Tiere leben, die in den irischen Gewässern vorkommen. Erwähnenswert ist die Parkanlage, die von der Internationalen Organisation der Organspender angelegt wurde. Sie besteht aus einem Stelenkreis, genannt Circle of Life und einer Teichanlage, um die Findlinge aus fünf Kontinenten gruppiert sind. Die Findlinge stammen aus Orten, die mit der Organspende zusammenhängen wie vom Areal des Groote Schuur Hospital in Südafrika, in dem 1967 durch Christiaan Barnard die erste erfolgreiche Herz-Transplantation erfolgte. Die Entwicklung der Organspende wurde damit angestoßen.
Salmon Weir Bridge (Droichead na mBradán)
Die Salmon Weir Bridge geht zwischen dem Gerichtsgebäude und der Kathedrale über den Fluss Corrib. Von Mitte April bis Juli kann man dort Fischschwärme von Lachs auf ihrem Weg den Fluss Corrib aufwärts beobachten.
Claddagh (An Cladach)

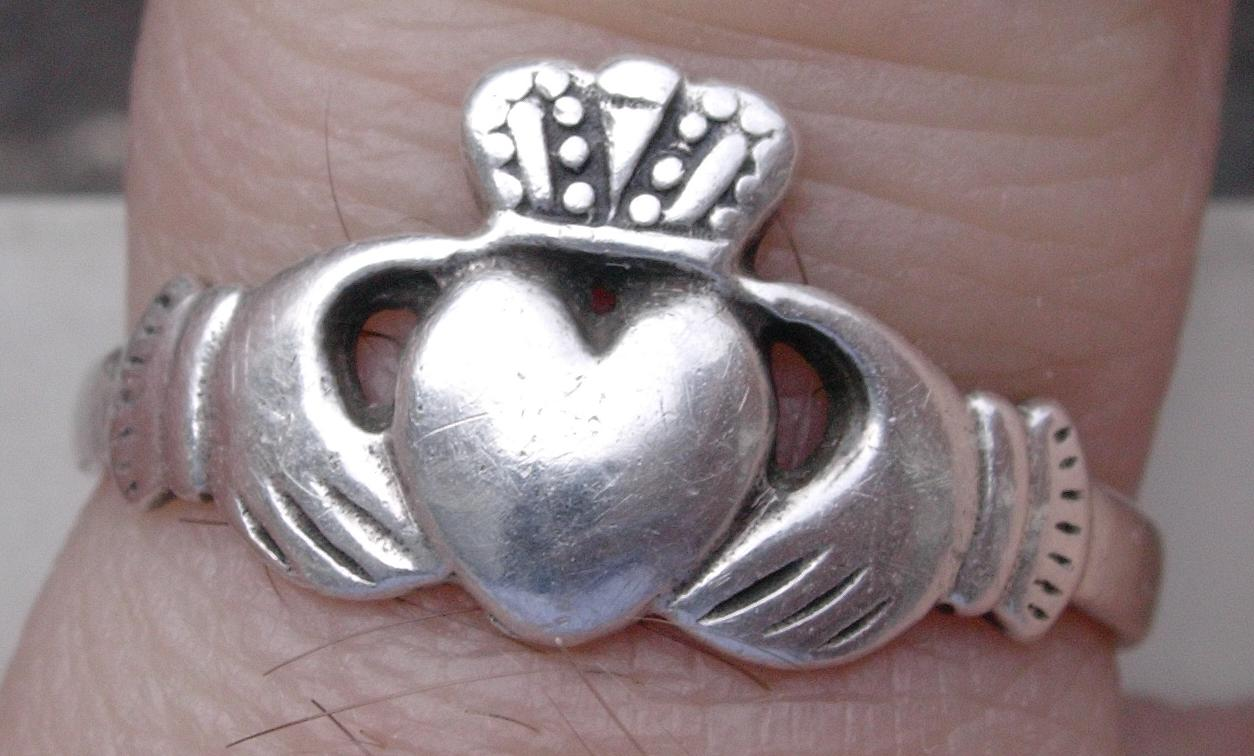
Claddagh-Ring

Das Claddagh ist eine jenseits des Corrib gelegene ehemalige Fischersiedlung. Das ist bis heute an der markanten Bebauung mit weitgehend kleinen, anderthalbgeschossigen Häuschen ersichtlich, die sich von der Umgebung deutlich abhebt. Die ursprünglichen Hütten wurden Anfang der 1930er Jahre ohne Ausnahme durch die heutige Bebauung ersetzt. Claddagh hatte eine eigene Monarchie und war vom englisch regierten Galway unabhängig.
Über Galways Grenzen hinweg bekannt ist der Claddagh-Ring, ein Freundschaftsring, bei dem zwei Hände ein Herz mit Krone halten. Dieser Ring ist in Galways Schmuckgeschäften zu finden. Das Symbol der Hände, die das Herz mit Krone halten, ist auch auf dem Cover des Albums In the City of Light (1987) der Band Simple Minds abgebildet. Auch in einer Folge der US-amerikanischen Fernsehserie Buffy – Im Bann der Dämonen wird der Ring Buffy zum 17. Geburtstag geschenkt.

### Medien
Es gibt zwei kostenlose lokale Zeitungen, den Galway Advertiser sowie den Galway Independent. Die Radiostation Galway Bay FM berichtet über lokale Ereignisse.

### Pubs und Restaurants

McDonagh’s Seafood

In Galway findet sich eine große Anzahl von Pubs, wie sie für Irland typisch sind. Etliche davon bieten täglich oder zumindest regelmäßig Live-Musik an, von traditioneller irischer Musik bis zu modernem Pop.
Wegen der Küstenlage gibt es in Galway viele Restaurants, die Fischgerichte anbieten. Außerdem finden sich ausländische Restaurants, vor allem mit italienischer und chinesischer Küche, und kleine Take-away-Läden.

### Sport
In der Bailey Allen Hall wurden als wichtige Ranglistenturniere im Snooker in 2012 und 2013 die Players Tour Championship Grand Finals ausgetragen.

## Städtepartnerschaften
Galway hat mit den folgenden Städten Städtepartnerschaften oder Freundschaftsabkommen geschlossen:
| - St. Louis, USA, seit 1977 - Lorient, Frankreich, seit 1975 - Seattle, USA, seit 1986 - Bradford, Vereinigtes Königreich, seit 1986 - Aalborg, Dänemark, seit 1997 - Cambridge, USA, seit 1994 - Chicago, USA, seit 1997 | - Qingdao, Volksrepublik China, seit 1999 * - Milwaukee, USA, seit 2001 - Auckland, Neuseeland, seit 2002 * - Moncton, Kanada, seit 2002 * - Menlo Park, USA, seit 2015 - Stirling, Vereinigtes Königreich, seit 2012 * |

## Persönlichkeiten

### Söhne und Töchter der Stadt
- Nora Barnacle (1884–1951), Ehefrau des Schriftstellers James Joyce
- Séamus Brennan (1948–2008), Politiker (Fianna Fáil), Minister und Abgeordneter
- Ken Bruen (1951–2025), irischer Schriftsteller
- Seán Cannon (* 1940), irischer Sänger und Gitarrist
- Aindrias Micheál Ó Caoimh (1912–1994), Richter, Attorney General of Ireland
- Jack Chambers (* 1990), Politiker
- Catherine Connolly (* 1957), Politikerin
- Fintan Coogan junior (* 1944), Politiker
- Fintan Coogan senior (1910–1984), Politiker
- Mary Coughlan (* 1956), irische Jazz-Sängerin und Schauspielerin
- Nicola Coughlan (* 1987), irische Schauspielerin
- John Wilson Croker (1780–1857), englischer Parlamentsredner, Dichter und Journalist
- Méabh De Búrca (* 1988), irische Fußballspielerin
- Eamonn Deacy (1958–2012), irischer Fußballspieler
- Eilís Dillon (1920–1994), Schriftstellerin
- Paul Donovan (* 1963), Leichtathlet
- Frank Fahey (* 1951), Politiker der Fianna Fáil
- Niamh Fahey (* 1987), Fußballspielerin
- Mairéad Farrell (* 1990), Politikerin
- Rosie Fellner (* 1978), englisch-irische Schauspielerin und Filmproduzentin
- Jerry Flannery (* 1978), irischer Rugbyspieler
- Olwen Fouéré (* 1954), irische Schauspielerin
- Caoilinn Hughes (* 1985), irische Dichterin und Schriftstellerin
- Michael Kelly (1872–1923), irisch-US-amerikanischer Sportschütze
- Hudson Lowe (1769–1844), britischer General, Gouverneur von St. Helena
- James Lynch (etwa 1624–1713), Bischof
- Walter Macken (1915–1967), irischer Autor und Schauspieler
- Ryan Manning (* 1996), irischer Fußballspieler
- James McLoughlin (1929–2005), irischer römisch-katholischer Bischof
- Bobby Molloy (1936–2016), irischer Politiker
- Fiona Murtagh (* 1995), irische Ruderin
- Hildegarde Naughton (* 1977), irische Politikerin
- Derek Nolan (* 1982), irischer Politiker
- Nora-Jane Noone (* 1984), irische Schauspielerin
- Maureen O’Carroll (1913–1984), irische Politikerin
- Breandán Ó hEithir (1930–1990), irischer Journalist und Schriftsteller
- Tom Raftery (* 1933), Hochschullehrer und Politiker
- Julie-Ann Russell (* 1991), Fußballspielerin
- John Sealy Edward Townsend (1868–1957), britischer Physiker
- Brian Walsh (* 1972), Politiker

### Mit der Stadt verbunden
- Mike McCormack (* 1965), irischer Schriftsteller; studierte, arbeitet und lebt in Galway